# Ilena Gwisdalla
Ilena Gwisdalla (* 13. Januar 1984 in Essen) ist eine deutsche Schauspielerin und Synchronsprecherin.

## Leben
Ilena Gwisdalla besuchte von 2004 bis 2007 das Schauspielstudio Gmelin in München. Nach der Ausbildung war sie bis 2009 Ensemblemitglied des Fränkischen Theaters Schloss Maßbach und spielte im dortigen Haus, auf der Freilichtbühne, sowie bei Abstechern im Stadttheater Aschaffenburg. 2011 wirkte sie in dem, vom Kulturreferat (München) geförderten und von ihr mitentwickelten Stück Mit der Zeit werden wir fertig – eine demente Hoffnung am TamS-Theater München mit. Im selben Jahr folgten zwei Gastengagements am Chiemgauer Volkstheater für den Bayerischen Rundfunk. 2013 war sie bei den Festspielen Heppenheim als Helena in Ein Sommernachtstraum zu sehen.
Seit 2009 ist Ilena Gwisdalla als Synchronsprecherin tätig. 2010 übernahm sie die Rolle der Vanessa Doofenschmirtz in Phineas und Ferb, leiht Aquaria in Der Fisch-Club ihre Stimme und spricht seit 2012 die Claire Callahan für Bree Williamson in Haven. 2013 übernahm sie die Rolle der Dina Garcia in Shake It Up – Tanzen ist alles, lieh Tea Falco als Olivia in der Bernardo Bertolucci Kinoproduktion Ich und Du ihre Stimme und sprach Lauren Reynolds für Mackenzie Davis in Breathe In. Seit 2014 spricht Ilena Boa Hancock in One Piece, Summer in Rick & Morty und Elisabeth Thatcher in When Calls the Heart. 2015 synchronisierte sie unter anderem Maya Vie in The 100, Ikuko Tsukino in Sailor Moon Crystal und die Kommissarin Jenny Boden in Kommissar Beck – Die neuen Fälle. 2016 folgten Synchronhauptrollen in den Serien The Shannara Chronicles für Amberle Elessedil und Code Black für Malaya Pineda.
2016 erschien Gwisdallas erstes Hörbuch Das Haus, das in den Wellen verschwand von Lucy Clarke im Audio Media Verlag München. 2017 folgte ein weiteres Hörbuch im selben Verlag unter dem Titel Sommer in Edenbrooke von Julianne Donaldson.

## Theaterproduktionen
- 2006: Frauen sind heute anders – 68 und die Folgen – TamS-Theater
- 2007: Boeing! Boeing! – Fränkisches Theater Schloss Maßbach
- 2008: Cyrano in Buffalo – Fränkisches Theater Schloss Maßbach
- 2008: Pariser Geschichten – Fränkisches Theater Schloss Maßbach
- 2009: Pariser Geschichten – Sommertheater Bad Kissingen
- 2010: Die Teestunde – eine theatrale Performance – Westendstudios ’10
- 2011: Mit der Zeit werden wir fertig – eine demente Hoffnung – TamS-Theater
- 2013: Ein Sommernachtstraum – Festspiele Heppenheim

## Filmografie (Auswahl)
- 2006: Das Paket der Kaiserin (Dokumentation)
- 2007: Der Stoff aus dem Helden sind (Kurzfilm)
- 2008: 25-jähriges Jubiläum der Münchner AIDS-Hilfe (Kinospot)
- 2009: Zwei Jahre später (Kurzfilm)
- 2009: Delicious Delight (Kurzfilm)
- 2010: Steak (Kurzfilm)
- 2011: Monas Bürgermeister (Kurzfilm)
- 2011: Chiemgauer Volkstheater – Altaich (TV-Serie)
- 2012: Chiemgauer Volkstheater – Ein verrücktes Seniorenhaus (TV-Serie)
- 2013: Tunnelblick (Kurzfilm)
- 2015: Inside Me (Musikvideo der Band A Life Divided)
- 2023: 37 Sekunden (Fernsehserie)
- 2025: Lena Lorenz: Das halbe Lottchen (Fernsehreihe)

## Synchronarbeiten

### Filme (Auswahl)
- 2009: Final Destination 4 (als Nadia Monroy) für Stephanie Honoré
- 2010: Veer – Die Liebe eines Kriegers (als Yashodhara) für Zareen Khan (Synchronisation 2018)
- 2010: Businessplan zum Verlieben (als Whitney) für Lacey Minchew
- 2010: Harriet: Spionage aller Art (als Rachel Hennessy) für Kiana Madeira
- 2010: Finns Verwandlung (als Ruby) für Shannon Anderson
- 2010: Zeit der Trauer (als Latent) für Colby Minifie
- 2010: Agnosia (als Nuria) für Miranda Makaroff
- 2010: Männer sind Schweine (als Lizzy) für Mini Anden
- 2010: Let the Game begin (als Francine) für Cristina Rosato
- 2010: Freundschaft Plus (als Lisa) für Vedette Lim
- 2011: Sharpay’s fabelhafte Welt (als Dina) für Shadia Ali
- 2011: An einem Samstag (als Lara) für Uljana Fomicheva
- 2011: Beastly (als Sloan) für Dakota Johnson
- 2011: Red Riding Hood – Unter dem Wolfsmond (als Rose) für Carmen Lavigne
- 2011: Cross (als Milly) für Brittany Werner
- 2011: Mein Freund, der Delfin (als Kat) für Betsy Landin
- 2011: Footloose (als Instructor) für Amber Wallace
- 2011: Paranormal Activity 3 (als Lisa) für Johanna Braddy
- 2012: Die Logan Verschwörung (als Mei Ling) für Debbie Wong
- 2012: Die Hornisse (als Kali) für Lauren Lassiter
- 2012: Miss Bala (als Suzu) für Lakshmi Picazo
- 2013: Hot 247°F – Todesfalle Sauna (als Jenna) für Scout Taylor-Compton
- 2013: Breathe In (als Lauren Reynolds) für Mackenzie Davis
- 2013: Ich und Du (als Olivia) für Tea Falco
- 2013: Scarecrow (als Kristen) für Lacey Chabert (Synchronisation 2015)
- 2014: Die perfekte Welle (als Anabel) für Rachel Hendrix
- 2014: Open Road (als Angie) für Camilla Belle
- 2016: The Finest Hours (als Catherine Paine) für Angela Hope Smith
- 2017: The Foreigner (als Kriminalpolizistin) für Pippa Bennett-Warner

### Serien (Auswahl)
- 2007–2015: Phineas und Ferb (als Mandy, Holly, Vanessa Doofenschmirtz und Kristen) für Cameron Goodman, Cymphonique Miller, Olivia Olson und Anna Paquin
- 2010: Die Zauberer vom Waverly Place (als Sara) für Laura Ashley Samuels
- 2010: Die Säulen der Erde (als Kate) für Lisa Millett
- 2010: Jonas L.A. (als Emma Roberts) für Emma Roberts
- 2010: Haven (als Katarina) für Margaret Legere
- 2010–2014: Der Fisch-Club (als Finberley) für Kimberley Mooney und (als Ann Chovie) für Jane Carr
- 2011: Rin Daughters of Mnemosyne (als Yuki Shimazaki) für Yoshino Takamori
- 2011: Ben 10: Ultimate Alien (als Eunice) für Molly C. Quinn
- 2011: Pair of Kings – Die Königsbrüder (als Queen Hesta) für Kara Pacitto
- seit 2012: South Park (als Nichole)
- 2012: Suburgatory (als Cindy) für Kate Micucci
- 2012: Fact or Faked – Auf den Spuren des Paranormalen (als Lanisha Cole) für Lanisha Cole
- 2012–2013: Haven (als Claire Callahan) für Bree Williamson
- 2013: Shake It Up – Tanzen ist alles (als Dina Garcia) für Ainsley Bailey
- 2013: Deadman Wonderland (als Karako Koshio) für Kumiko Itō
- 2013–2015: Game of Thrones (als Myranda) für Charlotte Hope und (als Marei) für Josephine Gillan
- seit 2014: One Piece (als Boa Hancock) für Kotono Mitsuishi
- 2014: When Calls the Heart (als Elisabeth Thatcher) für Erin Krakow
- 2014: Hitsugi no Chaika (als Akari Acura) für Yūko Hara
- seit 2014: Rick and Morty (als Summer) für Spencer Grammer
- 2015: The 100 (als Maya Vie) für Eve Harlow
- 2016–2017: The Shannara Chronicles (als Amberle Elessedil) für Poppy Drayton
- 2016: Sailor Moon Crystal Staffel 1–3 (als Ikuko Tsukino) für Yūko Mizutani
- 2016: Code Black (als Malaya Pineda) für Melanie Chandra
- 2016: Vinyl (als Penny) für Mackenzie Meehan
- 2017: Fate/Apocrypha (als Mordred) für Miyuki Sawashiro
- 2020–2025: Mythic Quest: Raven’s Banquet (Fernsehserie) als Poppy Li
- 2022: Vermeil in Gold (als Elena Kimberlight) für Kana Hanazawa
- 2023: Helck (als Vermilio) für Mikako Komatsu
- 2024: Sailor Moon Cosmos (als Sailor Aluminum Siren) für Ayumu Murase

### Computerspiele
- 2010: Test Drive Unlimited 2
- 2010: Tales of Monkey Island (als Morgan LeFlay)
- 2012: Borderlands 2
- 2014: Borderlands: The Pre-Sequel (als Janey Springs)